# Walibi Belgium
Walibi Belgium – park rozrywki otwarty w 1975 roku pod nazwą Walibi w Wavre, w belgijskiej prowincji Brabancja Walońska. Pierwszy park rozrywki w Europie, który zaczął pobierać pojedynczą opłatę za wstęp do parku, zamiast za korzystanie z poszczególnych atrakcji.

## Historia
Park został otwarty 26 lipca 1975 pod nazwą Walibi, która powstała ze złożenia pierwszych liter miejscowości znajdujących się w pobliżu parku: Wavre, Limal oraz Bièrges.
W 1982 roku, gdy grupa Walibi zaczęła budować kolejne parki rozrywki w Europie, do nazwy parku dodano nazwę miejscowości.
W 2001 roku, po przejęciu wcześniej (1998) przez Premier Parks grupy Six Flags, park zmienił nazwę na Six Flags Belgium.
W 2004 roku grupa Six Flags sprzedała swoje europejskie parki grupie Palamon Capitol Partners, w wyniku czego park stał się częścią sieci Star Parks Europe.
W 2006 roku sieć Star Parks Europe została sprzedana nowemu właścicielowi, Grévin & Cie, w wyniku czego park stał się częścią Compagnie des Alpes.
W lipcu 2021 roku, w wyniku powodzi nawiedzających Belgię, Niemcy i Holandię, park został poważnie zalany, w związku z czym został zamknięty do odwołania.
W związku z częstymi zmianami właścicieli park w swojej historii wielokrotnie zmieniał nazwę:
| Lata      | Sieć                | Nazwa             |
| --------- | ------------------- | ----------------- |
| 1975-1981 | Walibi Group        | Walibi            |
| 1982-1987 | Walibi Group        | Walibi Wavre      |
| 1998-2000 | Premier Parks       | Walibi Wavre      |
| 2001-2004 | Six Flags           | Six Flags Belgium |
| 2004-2005 | Star Parks Europe   | Six Flags Belgium |
| 2006-     | Compagnie des Alpes | Walibi Belgium    |

## Kolejki górskie

### Czynne
W roku 2025 w parku czynnych było 9 kolejek górskich.
| # | Nazwa             | Producent   | Data otwarcia    | Typ                     | Wysokość [m] | Prędkość [km/h] | Źródło |
| - | ----------------- | ----------- | ---------------- | ----------------------- | ------------ | --------------- | ------ |
| 1 | Psyké Underground | Schwarzkopf | 1982             | stalowy shuttle coaster | 42,0         | 85,3            | [ 4 ]  |
| 2 | Calamity Mine     | Vekoma      | 16 lipca 1992    | stalowy mine train      | 14,0         | 48,4            | [ 5 ]  |
| 3 | Vampire           | Vekoma      | 1999             | stalowa odwrócona       | 33,3         | 80,0            | [ 6 ]  |
| 4 | Cobra             | Vekoma      | 28 kwietnia 2001 | stalowy shuttle coaster | 35,5         | 75,6            | [ 7 ]  |
| 5 | Loup-Garou        | Vekoma      | 28 kwietnia 2001 | drewniana               | 28,0         | 80,0            | [ 8 ]  |
| 6 | Pulsar            | Mack Rides  | 4 czerwca 2016   | stalowy water coaster   | 45,0         | 101,0           | [ 9 ]  |
| 7 | Tiki-Waka         | Gerstlauer  | 7 kwietnia 2018  | stalowa rodzinna        | 21,0         | 55,0            | [ 10 ] |
| 8 | Fun Pilot         | Zierer      | 25 maja 2019     | stalowa rodzinna        | 9,5          | 40,0            | [ 11 ] |
| 9 | Kondaa            | Intamin     | 8 maja 2021      | stalowa                 | 50,0         | 113,0           | [ 12 ] |

### W budowie
W roku 2025 park miał w planach budowę 2 nowych kolejek górskich, przy czym budowa jednej z nich najprawdopodobniej została wstrzymana.
| # | Nazwa     | Producent  | Data otwarcia | Typ               | Wysokość [m] | Prędkość [km/h] | Status            | Źródło |
| - | --------- | ---------- | ------------- | ----------------- | ------------ | --------------- | ----------------- | ------ |
| 1 | Mecalodon | Gerstlauer | 2025          | stalowa rodzinna  | 15           | 65              | w budowie         | [ 15 ] |
| 2 | ?         | Zierer     | ?             | stalowa dziecięca | 3,3          | 26,0            | budowa wstrzymana | [ 16 ] |

### Usunięte
Do 2025 roku ze wszystkich 14 kolejek górskich otwartych w historii parku 5 zostało usuniętych.
| # | Nazwa      | Producent   | Data otwarcia   | Data zamknięcia  | Typ                 | Wysokość [m] | Prędkość [km/h] | Źródło |
| - | ---------- | ----------- | --------------- | ---------------- | ------------------- | ------------ | --------------- | ------ |
| 1 | Grand 8    | Pinfari     | 1975            | 1983             | stalowa rodzinna    | ?            | ?               | [ 18 ] |
| 2 | Jumbo Jet  | Schwarzkopf | 1978            | 1991             | stalowa rodzinna    | ?            | ?               | [ 19 ] |
| 3 | Tornado    | Vekoma      | 1979            | 2002             | stalowa             | 22,9         | 64,4            | [ 20 ] |
| 4 | Vertigo    | Doppelmayr  | 14 czerwca 2007 | 19 maja 2008     | stalowa podwieszana | 54,9         | 60,0            | [ 21 ] |
| 5 | Coccinelle | Zierer      | 1999            | 11 września 2017 | stalowa dziecięca   | 3,3          | 26,0            | [ 22 ] |